# Campamento de Purificación
El Campamento de Purificación o Purificación del Hervidero fue un campamento ubicado, entre las  desembocaduras del arroyo Hervidero Grande y del río Dayman, que desaguan en el río Uruguay, a unos siete kilómetros al norte de la llamada Meseta de Artigas y a unos cien kilómetros al norte de la ciudad de Paysandú. Fue el centro de operaciones del caudillo José Gervasio Artigas desde 1815 y capital de su movimiento político confederado, luego denominado “artiguismo”. 

## Historia
El primer «poseedor» de las tierras del solar de El Hervidero, fue el pueblo misionero de la reducción de Yapeyú. Esta ocupaba en 1627 los actuales departamentos de Artigas y Salto y parte de los de Paysandú, Tacuarembó y Rivera.

En 1690 el pueblo de San Borja pasa a la Banda Oriental del Uruguay donde estaban las estancias. Las aldeas nuestras distan del gran océano en el Este aproximadamente trescientas millas, y la tierra hasta el mar es una hermosa, amena planicie, cubierta de pasto alto, llamada por los españoles vaquería.
Se utilizó como vaquería el espacio charrúa (bohan y guenoa-minuán) entre el Queguay y el río Negro. La Vaquería del Río Negro (entre el río Negro, el Quarey o Cuareim y el Uruguay) se formó en 1704 con 4.000 reses de  Yapeyú, 10.000-12 000 reses de Santo Tomé y 30 000 reses de La Cruz.

Posteriormente en 1737 fue el período durante el cual se hizo más importante el espacio comprendido entre los ríos Queguay y Negro. Éste se utilizó para manejar el ganado cimarrón, a salvo de los buscadores de cueros.
En marzo de 1796 el geógrafo Andrés de Oyarvide, en viaje desde el establecimiento misionero del Salto Chico, navegando aguas abajo por el Uruguay en la banda occidental del río, describe «el herbidero»: ...Entre una y otra orilla, que las aguas, no hallando paso bastante, se arremolinan y bullen, sobre las irregularidades y asperezas de piedra".
El 4 de noviembre de 1808 Juan Bautista D'Argain (o De Argain), español comerciante de Buenos Aires, adquirió en remate público  tierras de 10 leguas de largo por 4 de ancho, pertenecientes al partido de Paysandu, de la antigua estancia de Yapeyú.
Durante la invasión portuguesa y la ocupación de las tropas luso-brasileñas, de julio hasta octubre de 1811 Diogo De Sousa estableció en esta estancia un campamento.
Durante la emigración oriental de 1811, el 4 de diciembre cruzan el arroyo Chapicuy Grande y recién el 7 de diciembre cruzan el río Daymán. Se marca el Campamento del Éxodo un poco al norte del arroyo del Hervidero, en un plano de la Oficina Delegada de Paysandú de la Dirección de Catastro. Es inmensa la carga histórica que recae sobre estas tierras.

## Cuartel general del Hervidero
En Purificación del Hervidero el caudillo, ahora Jefe de los Orientales tuvo su cuartel general.

En mayo de 1815 el caudillo localizó allí su cuartel, después de una breve estancia en la ciudad de Paysandú, adonde había llegado desde el cuartel de Arerunguá.
Las ventajas de la situación geográfica eran evidentes, como punto equidistante entre Montevideo y Buenos Aires, ventana abierta sobre las llanuras litoraleñas en las que regía el federalismo.
En las proximidades de su cuartel creó un establecimiento de internación de sospechosos y desafectos, que allí permanecieran hasta ser «purificados», de donde, al parecer, surgió el nombre que terminó por designar todo el asentamiento.[cita requerida]

Se supone que esa denominación fue adoptada por el padre Monterroso, por entonces el secretario más estrechamente ligado al caudillo quien, a su vez, lo habría tomado de los “«campos de purificación»” creados en España por las Cortes de Cádiz en 1812 como centros de internación de ciudadanos de opinión bonapartista.[cita requerida]
En la época, el paraje era conocido como Chapicoí, su nombre original guaraní, o como Castillo de Bautista. Tiempo después se le nombraba también como Artigones o Purificación de Artigones. 
Otra versión es que su nombre proviene de que el pueblo se formó en el día de la fiesta de la "Purificación de la Bienaventurada Virgen María", el 2 de febrero de 1815.

## Villa de Purificación
El caserío (o villa) que rodeó el cuartel general se fue construyendo espontáneamente.[cita requerida]
La población civil vivía en tolderías, ranchos de paja y terrón y las únicas construcciones de material persistente parecen haber sido el rancho que habitaba el propio José Artigas y la iglesia. Esta fue construida en 1816 y contenía una imagen de la Virgen de la Purísima Concepción enviada por el Cabildo de Montevideo.[cita requerida]
En la villa y cuartel los internados se dedicaban a tareas rurales bajo estrecha vigilancia. No existe constancia alguna de que fueran sometidos a torturas o malos tratos, como afirmaron los enemigos del artiguismo. 
Todo el recinto estaba aislado por tres fosos de la profundidad de un hombre y defendido por cinco baterías de artillería.

Sobre la margen norte del arroyo Hervidero Grande se identificó una estructura semi subterránea de piedra canteada, con características de los restos de un polvorín.

En su momento de mayor esplendor parece haber albergado a 1500 o 2000 habitantes. Algunos de los cuales producían corambre, astas, sebo, crin y maderas que eran comercializadas principalmente en Montevideo, pero también en el mismo puerto del Hervidero de Purificación.
La casa de José Artigas es descrita, por John Parish Robertson y por Dámaso Antonio Larrañaga en su Viaje de Montevideo a Paysandú, como amplia y acogedora, aunque casi carente de muebles. Pegado a ella había un rancho que servía como cocina.

Se han descubierto cimientos de un baluarte y que era perceptible todavía en una foto aérea de 1966 y en la infrarroja de 2002. La información histórica, vincula a este con el período artiguista , así como un mapa de Irigoyen (1831-1835) que lo registra en la primera mitad del siglo XIX. Corresponde a los restos de lo que fue una batería semicircular, con un acondicionamiento de cantos rodados y de un polvorín cercano.

La estructura del ala norte y este del propio casco de la estancia El Hervidero, fue indicada como la utilizada por Artigas en la Villa de Purificación entre 1815 y 1818. La construcción en cuestión era obra de J.B. Dargain, el dueño anterior a 1815.

Todo esto confirma la hipótesis al respecto del emplazamiento de la Villa, Campamento y Cuartel de Purificación, en relación con el casco de la estancia El Hervidero y sus áreas próximas.
En el Campamento de Purificación José Artigas contrajo su segundo matrimonio en diciembre de 1815 con Melchora Cuenca, una joven paraguaya.

## Miradas de un inglés
John P. Robertson era un comerciante inglés con espíritu aventurero que había venido al Río de la Plata con las Invasiones Inglesas de 1806, junto a su hermano William, recorrió ampliamente toda el área, incluido el Paraguay haciendo negocios. En los primeros meses de 1815 viajaba en barco desde Buenos Aires hacia Asunción cuando fue interceptado y aprisionado por milicianos de Artigas.
El infortunado Robertson fue llevado hasta la Bajada del Paraná y puesto en una cárcel, donde permaneció ocho días. Pero logró hacer conocer su triste situación al jefe de una escuadra naval británica que se hallaba en la zona, capitán Jocelyn Percy, quien escribió una carta a José Artigas denunciando la situación de su súbdito y pidiendo su liberación. El caudillo ordenó de inmediato que se lo pusiera en libertad. Continúa el relato de Robertson:

"Después recuperé mi barco y bienes de manos de los filisteos, y recibí todo menos un valor aproximado de 1.200 libras.

Esa cantidad fue hurtada por los caballeros empleados y sus subalternos. Mis ropas, las armas, los adornos del Dictador (Rodríguez de Francia), los uniformes para las tropas […] fueron retenidos sin escrúpulos.”

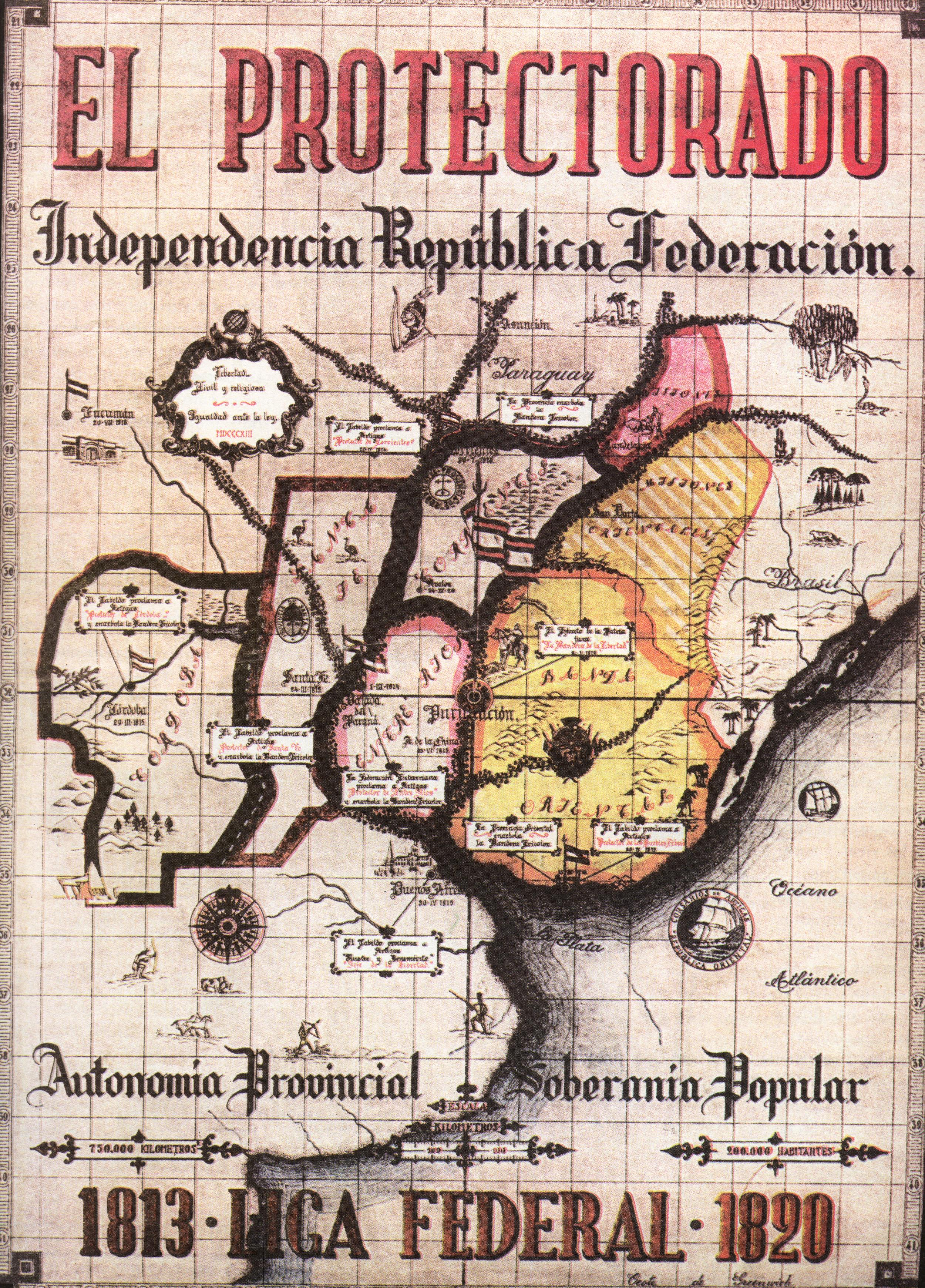
La Liga Federal con "Purificación" como capital.

Robertson viajó hasta Purificación a reclamar ante José Artigas lo que sus hombres le habían robado.

A la puerta estaban los caballos humeantes de los correos que llegaban cada media hora, y los frescos de los que partían, con igual frecuencia. Soldados, ayudantes y exploradores, llegaban al galope de todas partes. Todos se dirigían a Su Excelencia el Protector. Y Su Excelencia el Protector, sentado sobre su cabeza de vaca, fumando, comiendo, bebiendo, dictando, hablando, despachaba sucesivamente los varios asuntos de que se le noticiaba con tranquila y deliberada nonchalance, que me mostraba de manera práctica la verdad del axioma “vamos despacio que tengo prisa”. y antes que yo hubiese estado cinco minutos en el cuarto, el general Artigas estaba de nuevo dictando a sus secretarios y despachando un mundo de asuntos, al mismo tiempo que se condolía conmigo por mi tratamiento en la Bajada, condenando a sus autores, y diciéndome que en el acto de recibir la justa reclamación del capitán Percy, había dado órdenes para que se me pusiese en libertad.
”

Más tarde Artigas invitó a Robertson a recorrer a caballo su campamento:

No se suponga, sin embargo, cuando digo “su séquito” que había ninguna afectación de superioridad por su parte o señales de subordinación diferencial en quienes le seguían. Reían, estallaban en recíprocas bromas, gritaban, y se mezclaban con un sentimiento de perfecta familiaridad. Todos se llamaban por su nombre de pila sin el Capitán o Don, excepto que todos, al dirigirse a José Artigas, lo hacían con la evidentemente cariñosa y a la vez familiar expresión de “mi general”.
Tenía alrededor de 1.500 seguidores andrajosos en su campamento que actuaban en la doble capacidad de infantes y jinetes. Eran indios principalmente sacados de los decaídos establecimientos jesuíticos, admirables jinetes y endurecidos en toda clase de privaciones y fatigas. Las lomas y fértiles llanuras de la Banda Oriental  y Entre Ríos  suministraban abundante pasto para sus caballos, y numerosos ganados para alimentarse. Poco más necesitaban. Chaquetilla y un poncho ceñido en la cintura a modo de “kilt” escocés, mientras otro colgaba de sus hombros, completaban con el gorro de fajina y un par de botas de potro, grandes espuelas, sable, trabuco  y facón, el atavío artigueño. Su campamento lo formaban filas de toldos de cuero y ranchos de barro; y éstos, con una media docena de casuchas de mejor aspecto, constituían lo que se llamaba Villa de la Purificación.”

La aventura terminó cuando, con miles de precauciones, Robertson le hizo conocer a José Artigas su reclamo de devolución de lo que le había sustraído, que valoraba en seis mil pesos. 

“Vea”, dijo el general cómo vivimos aquí; y es todo lo que podemos hacer en estos tiempos duros, manejarnos con carne, aguardiente y cigarros. Pagarle seis mil pesos, me sería tan imposible como pagarle sesenta o seiscientos mil. Mire, prosiguió; y, así diciendo, levantó la tapa de un viejo baúl militar y señalando una bolsa de lona en el fondo. “Ahí” añadió, “está todo mi efectivo, llega a 300 pesos; y de dónde vendrá el próximo ingreso, sé tanto como usted.  obtuve del Excelentísimo Protector, como demostración de gratitud, algunos importantes privilegios mercantiles relativos al establecimiento que yo había formado en Corrientes. Me produjeron poco más que la pérdida sufrida.

El largo relato de Robertson contiene la más detallada descripción que nos ha llegado respecto al campamento artiguista de Purificación y a la forma de cómo se vivía.

El valor testimonial se ve realzado por la objetividad del narrador, que no tenía simpatías a priori  por el artiguismo, y había sido objeto de asalto y despojo. Sin embargo, llega a demostrar benevolencia y casi admiración por las severísimas condiciones de vida de aquellos hombres que, estaban protagonizando una revolución social. 
El ambiente descripto por el viajero británico exhibe descarnadamente la evolución que el artiguismo había sufrido desde 1813 y explica la deserción del elemento burgués que había rodeado al caudillo en los tiempos primeros de la revolución. [cita requerida] 
Ello explica tanto su cambio de estilo en el ejercicio del mando como el «temor horrorizado» de las clases dominantes ante la agresiva reivindicación de sus derechos por parte de la “chusma” armada que lo seguía y que constituía entonces el centro de su autoridad.

## Capital de la Liga de los Pueblos Libres
El lugar fue elegido, y estaba pensado para que Purificación se estableciera como la Capital  de la Liga de los Pueblos Libres. 

Entre sus características se pueden destacar que: era accesible; tenía interconexión  fluvial y terrestre; era un nodo geográfico en el que confluian las conexiones con el conjunto de los territorios de la Cuenca del Río de la Plata; garantizaba la capacidad de repeler las aspiraciones enemigas de conquista. Rebella, 1933, p. 4 

Este sitio brindaba ventajas estratégicas y políticas para la sede central de un gobierno revolucionario. El río Uruguay comunica con la otra banda, la del Paraná, y con las provincias de Entre Ríos, Corrientes, Misiones y el Paraguay. Rebella, 1933, p. 5

Se confirmó la hipótesis al respecto del emplazamiento de la Villa, Campamento y Cuartel de Purificación, en relación con el casco de la estancia 'Hervidero' y áreas próximas.
En enero de 1815 se había izado la primera bandera artiguista en el cuartel general de Arerunguá. El símbolo creado fue una bandera tricolor, con franja roja.

El 1 de junio de 1815 Artigas comunica, desde Paysandú, el cambio de ubicación de su Cuartel General. 
"...Mi Quartel General voy a mudarlo en la costa de Uruguay paso de SanJosé, frente al Salto... José Artigas."Artigas, 1815, p. 3
El 12 de junio de 1815 Artigas recibe en Paysandú, al Padre  Larrañaga, quien escribe que:
"Paysandú tiene el honor de ser interinamente la  Capital de los Orientales por hallarse en ella su Jefe y toda la plana mayor, con los Diputados de los demás pueblos." Larrañaga.

El 28 de junio tiene lugar el Congreso de la villa del arroyo de la China en la banda occidental del río Uruguay, Concepción, Entre Ríos.
El 31 de agosto Artigas comenta sobre la villa:
"...la necesito para el fomento de esta Villa que estoy poblando,... V. no deje de alumbrar a esos Naturales p. q. conduzcan sus Maderas, Algodón, Yerba, y Tabaco por el Uruguay a este destino. Así abriremos el comercio." José Artigas. Artigas, 1815, p. 8

La descripción de los hermanos John y Willliam Parish Robertson, escrita 20 años después, se desarrolla en julio o agosto de 1815. Son los inicios de la Villa y las tropas se estaban recuperando de la campaña militar.

"El Protector estaba dictando a dos secretarios, que ocupaban en torno de una mesa de pino, las dos únicas sillas que había en toda la choza y esas mismas con el asiento de esterilla roto.
El piso del departamento... en que estaban reunidos el general, su estado mayor y sus secretarios, se encontraba sembrado de ostentosos sobres de todas las provincias (distantes algunas de ellas 1.500 millas de ese centro de operaciones) dirigidas a «Su Excelencia el Protector».
De todos los campamentos llegaban al galope soldados, ayudantes, baqueanos."

  El relato de Robertson deja claro el mando de José Artigas en el territorio de las Provincias Unidas:

“El general insistió en darme uno o dos de sus guardias como escolta, extendiéndome pasaporte hasta la frontera paraguaya. Esto me valió todo lo que necesitaba: caballos, hospedajes, alojamiento, en todo el camino de Purificación a Corrientes."Robertson.

Otro de los símbolos creados para la Provincia Oriental fue el escudo, cuyo original a color con la leyenda Con libertad ni ofendo ni temo se publicó por primera vez en Montevideo, en mayo de 1816 cuando gobernaba Barreiro.

### Convenio de Purificación
En 1817 el gobierno de Artigas desde Purificación entrega patentes de corso como Jefe de los Orientales y Protector de los Pueblos de la República Oriental (sic). 
Gobernador y Capitán General de la Provincia.
El 3 de agosto de 1817 arribó a «Purificación del Herbidero» el enviado de la armada inglesa Teniente de navío Edward Frankland, para interiorizarse de la propuesta luego llamada Convenio de Purificación, que daba seguridad del libre comercio entre Gran Bretaña y la Provincia Oriental (sic).  

Este convenio fue ratificado en la ciudad de Buenos Aires el 20 de agosto del mismo año de 1817 por el comodoro Bowles, Jefe de las Fuerzas Navales de Su Majestad Británica y por el Cónsul de SMB R.P. Staples I por parte de Gran Bretaña y el 12 de setiembre de 1817 en Purificación por José Artigas «Gefe de los orientales y Protector de los Puebos Libres, Ciudadano.».  

El periódico portugués O correio Brasiliense impreso en Londres, interpretaba el tratado como un reconocimiento tácito, propio de un país independiente.
En noviembre el cónsul de los 'Estados Unidos de Norteamérica' visita la capital de la Liga. Thomas Lloyd Halsey se refiere, en una comunicación luego de su visita, a "...José Artigas Jefe de la República Oriental...".
Como consecuencia del acuerdo de libre comercio, se abrieron nuevas aduanas en ambas márgenes del río Uruguay: Arroyo de las Vacas (Carmelo), Arroyo de las Víboras, río San Salvador, Santo Domingo Soriano, arroyo de la China  (Concepción del Uruguay), Paysandú y Purificación.

## Historia reciente
Desde la década de los 70 los predios privados en que había estado el "Asentamiento de Villa Purificación del Hervidero", estaban sufriendo transformaciones irreversibles.

En 1999 la Intendencia de Paysandú solicitó a la Comisión del Patrimonio Cultural de la Nación (CPCN) la declaración de Monumento Histórico Nacional (Uruguay) del Asentamiento de Villa Purificación del Hervidero.

En 2003 se aprobó la ley 17.631 que establecía la delimitación y señalamiento del predio de patrimonio cultural y la toma de las medidas para la creación del  “Parque Nacional Purificación".

Ley N° 17631:
Artículo 1: CREACIÓN DE LA COMISIÓN DE FOMENTO DEL TURISMO INTERNO PERMANENTE
Artículo 6: 
Declárase monumento histórico el solar donde estuvieran emplazados el Cuartel General de José Artigas y la villa de Purificación, ubicado dentro de las fracciones de campo individualizadas por los padrones 4980 y 4983 en mayor área, 4ta. sección catastral, zona rural en el departamento de Paysandú. 
No se planteó que necesariamente el parque propuesto debería tener 250 hectáreas de extensión, sino que un parque-memorial no mayor a 4-5 hectáreas, como lugar de reflexión y de homenaje.

En 2011, la CPCN, solicitó al Poder Ejecutivo que iniciara los trámites de expropiación. El decreto que habilitaba la compra del predio, fue firmado en diciembre de 2011.

En febrero de 2015 -año del Bicentenario de la creación del Cuartel general, Campamento y Villa de Purificación- el nuevo Poder Ejecutivo electo, realizó un convenio con el propietario de la estancia, que donó al Estado una hectárea en el borde exterior del padrón 4980.